# کاستل سان جیووانی
کاستل سان جیووانی (ایتالیایی:Castél San Giuàn) نام شهر و کومونه‌ای در استان پیاچنزا در ناحیهامیلیا-رومانیا کشور ایتالیا می‌باشد.

## شهرهای خواهرخوانده
- سلونی، کرواسی